# 艋舺集義宮

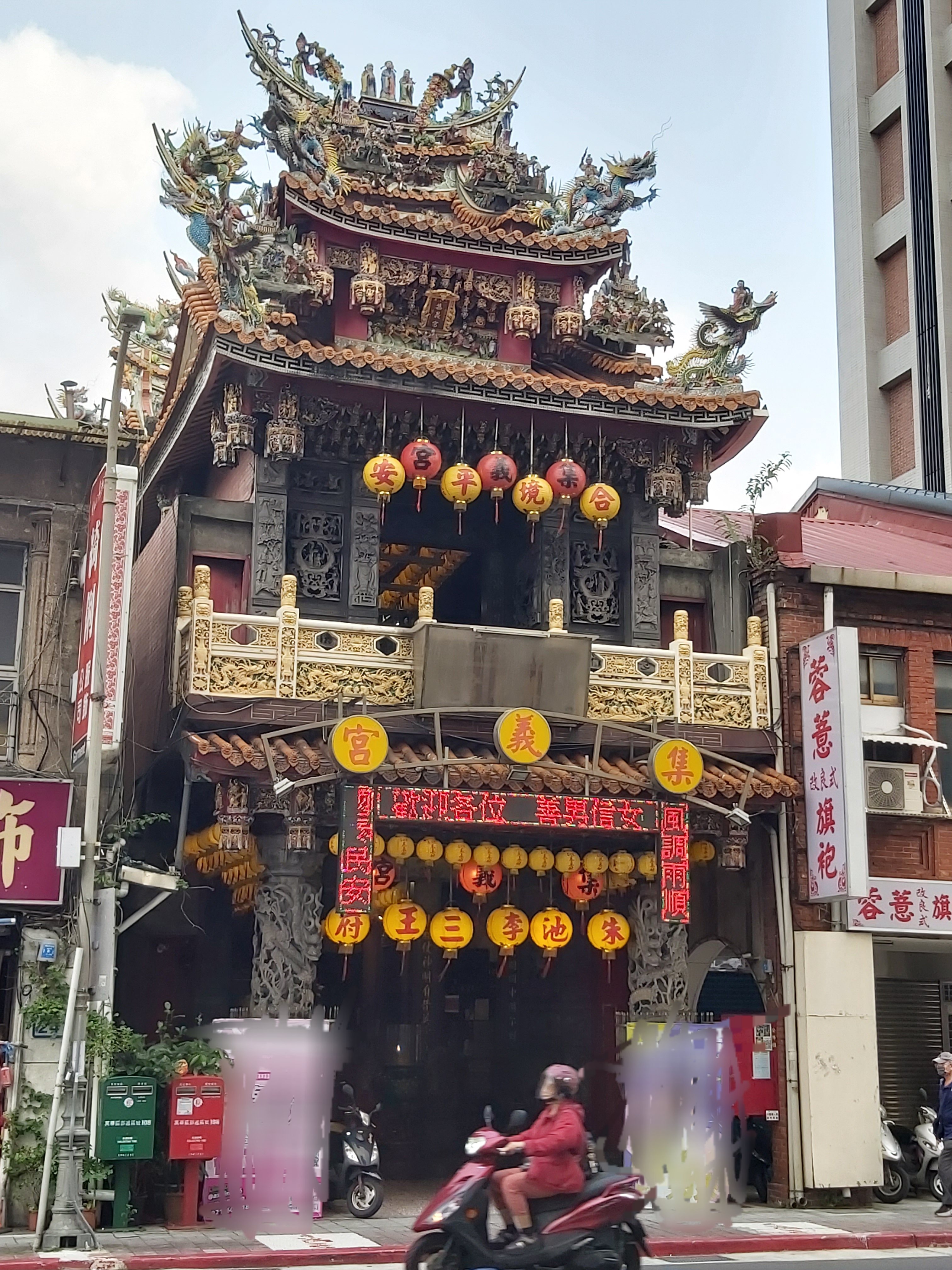
艋舺集義宮

艋舺集義宮位於臺灣臺北市萬華區康定路249號，為管理人制組織型態的民間信仰道教廟宇。該廟於同治年間由祖廟泉州府晉江縣祥芝鄉斗美宮分靈而來，明治33年（1900年）建廟。後因廟身窄隘不敷使用，遂於1986年改建，於1992年竣工，今廟貌為二層樓街屋式樓閣建築。主祀朱、池、李三府千歲，置有配偶神三夫人媽，配祀楊府元帥、尤大總巡、十二司官、虎爺、採藥童子及謝必安、范無救二將軍等神明。

## 源起
廟名由來據主委高王燦解釋為「集大義」之意，象徵神明重視大義。集義宮於1900年登記成立，但於此之前在地已有許多信眾祭祀三府王爺，該廟的早期信眾主要是負責進山採集樟腦的「腦丁」，這些「腦丁」會在入山工作前至集義宮祈福，之後逐漸轉型成地方信仰中心。據學者林衡道考證，集義宮的雛型構建時間可往前推算至1850年。

## 格局

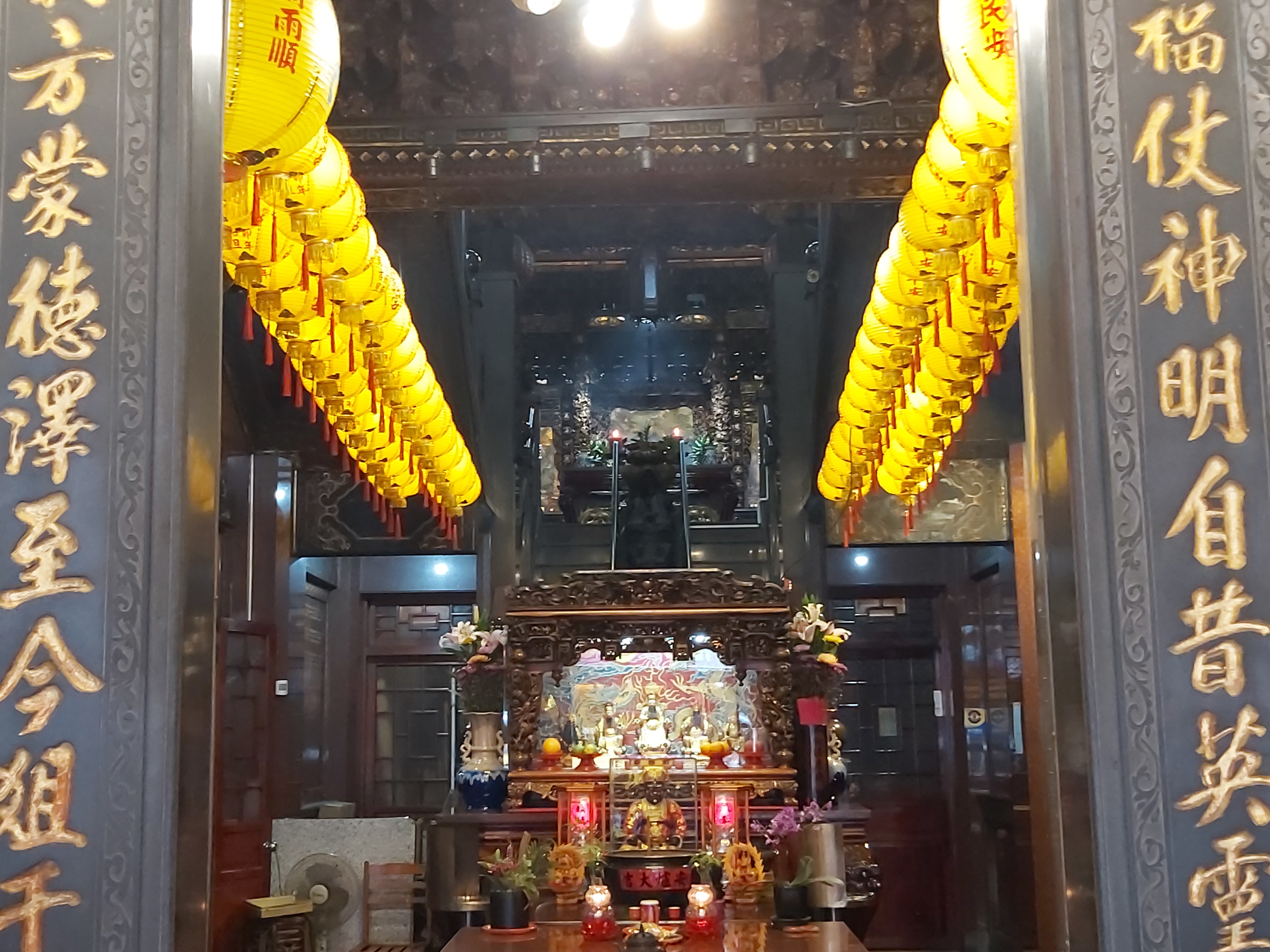
一樓前殿
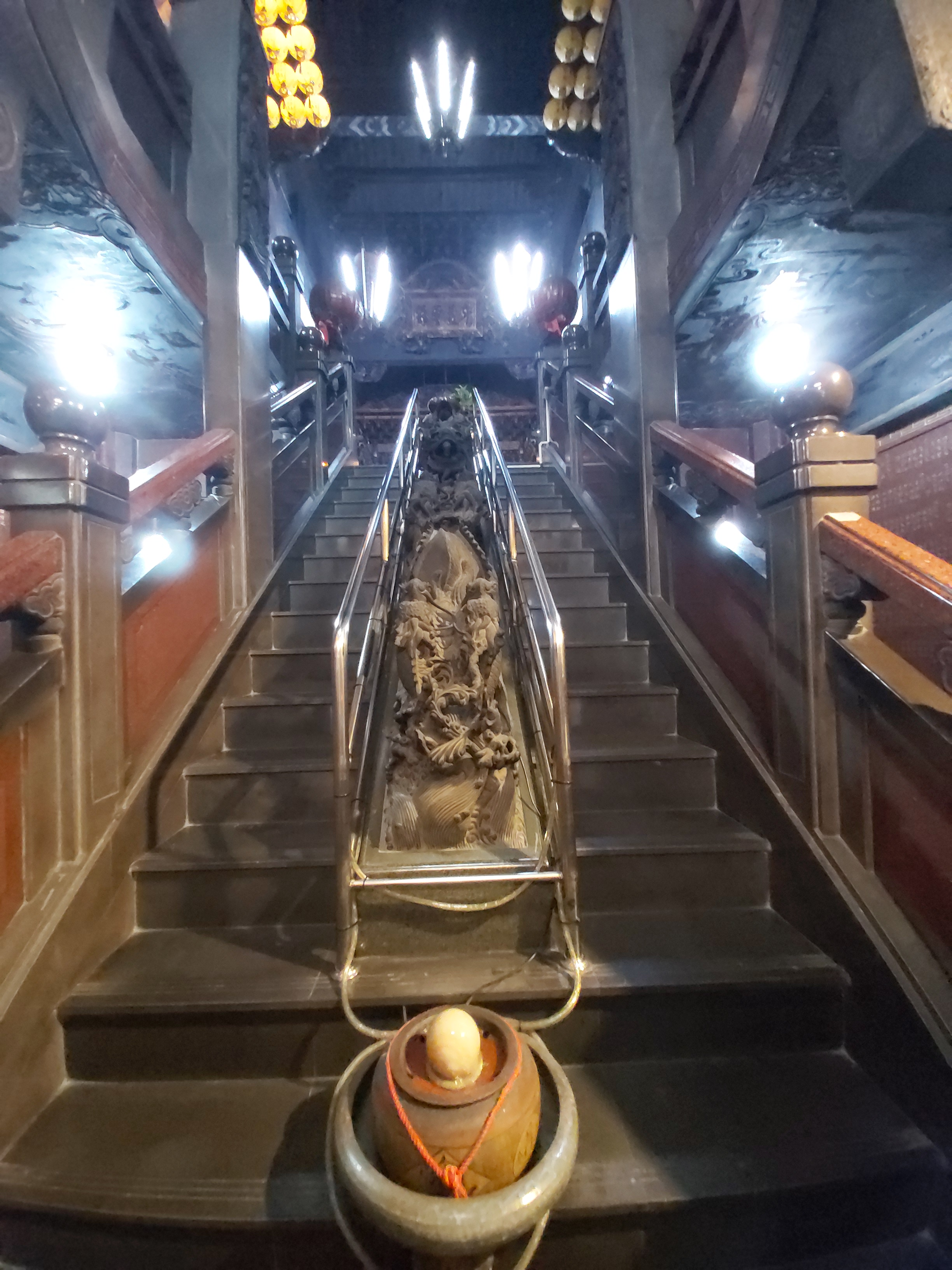
石階、丹陛
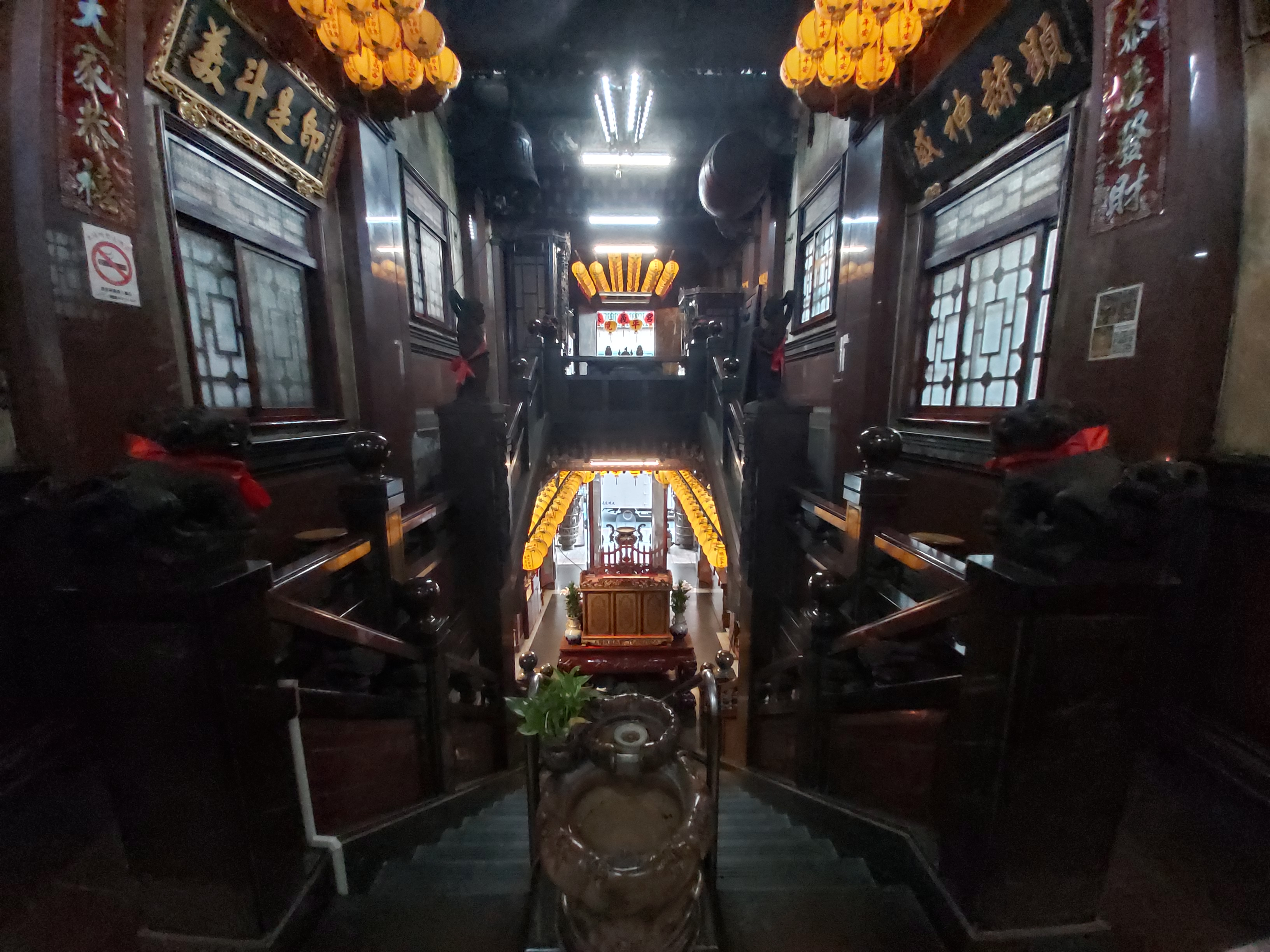
二樓正殿前廳
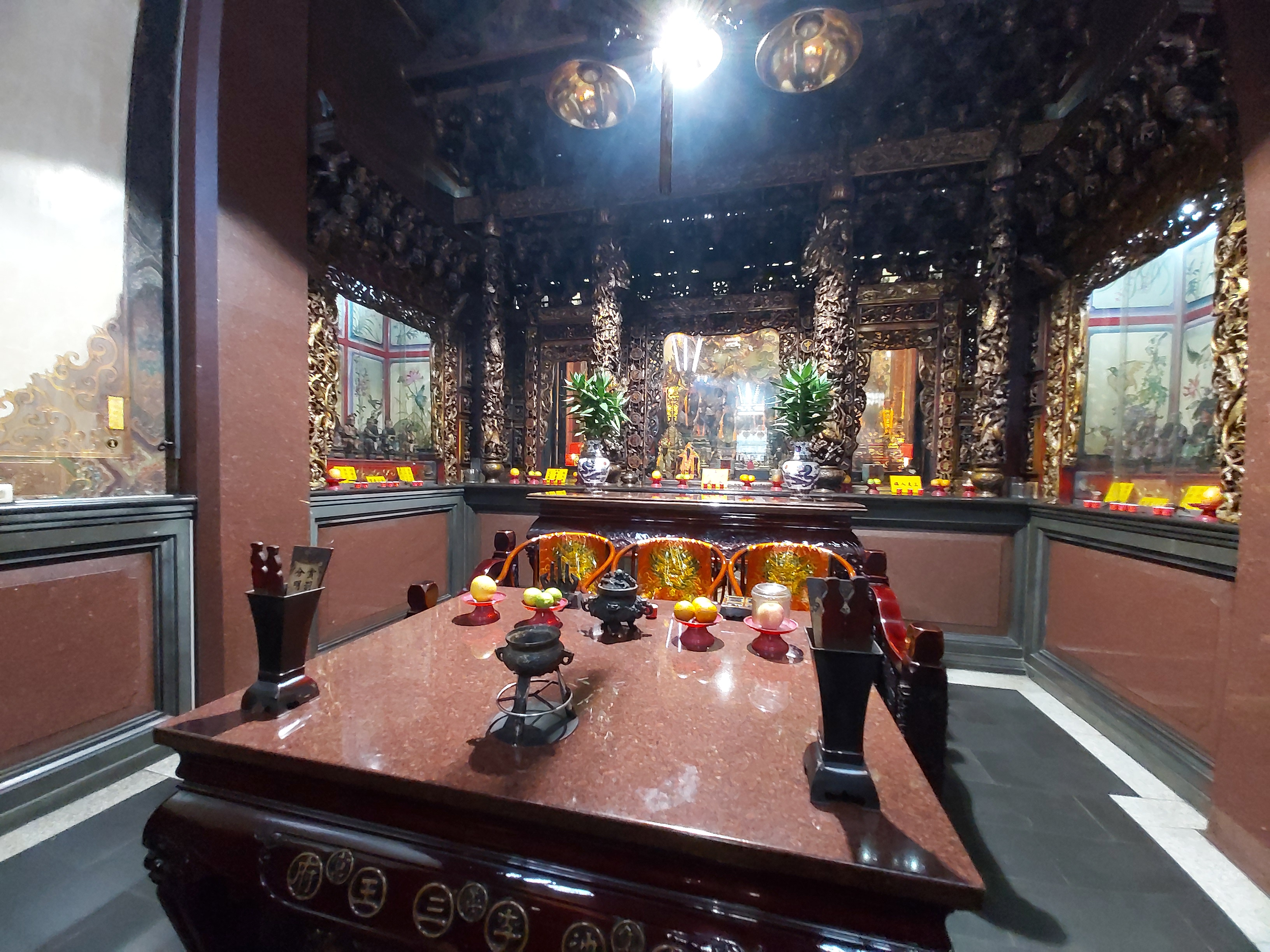
二樓正殿

## 註腳
1. ↑  黃彥昇. . NOWnews今日新聞. 2018-11-01  [2023-08-18]. （原始内容存档于2023-08-18） （中文（臺灣））.

## 外部連結
- 艋舺集義宮的Facebook專頁